# WWE ThemeAddict: The Music, Vol. 6
WWE ThemeAddict: The Music, Vol. 6 es un álbum recopilatorio creado por la World Wrestling Entertainment y Jim Johnston lanzado el  Martes 16 de noviembre de 2004.

## Lista de canciones
1. Evolution  - "Line in the Sand"
2. Carlito Caribbean Cool - "Cool"
3. Theodore Long - "MacMilitant"[1]
4. Christian - "Just Close Your Eyes"
5. Heidenreich - "Dangerous Politics"
6. RAW Diva Search Theme - "Real Good Girl"
7. Chavo Guerrero - "Chavito Ardiente"
8. The Undertaker - "The Darkest Side (Remix)"
9. Eugene - "Child's Play"
10. Victoria - "Don't Mess With"[1]
11. Shelton Benjamin - "Ain't No Stoppin' Me"[1]
12. Billy Kidman - "You Can Run"[1]
13. SmackDown! Theme - "Rise Up"
14. Gail Kim - "International Woman"
15. John "Bradshaw" Layfield - "Longhorn"
16. John Cena - "Untouchables"